# オクトス
株式会社オクトス（英: oxtos Co., Ltd.）は、石川県羽咋市に本社を置く日本のアウトドアメーカー、および企画、輸入販売会社である。
1999年に現社長の林郁範が創業。自社生産品は「登山とスキーを趣味とする社長の林自身が使いたいもの」と帆布のバッグ類を中心に生産している。輸入品は実際に使用して納得がいったものだけを中国、台湾、韓国のメーカーから輸入するか、自社企画品を現地工場で生産し輸入する形をとっており、比較的安価なのが特徴。
創業以来インターネットのショッピングモールと自社通販サイトのみで販売を行っていたが、2016年より直営店舗での販売を開始した。スポーツ用品店や登山用品量販店での販売は行っていない。
2015年に倒産した（株）ダックスの商標を受け継ぎ、マウンテンダックスブランドを取り扱っている。

## 主な製品
- オリジナルピッケル - UIAA（国際山岳連盟）の規格対応の縦走用ピッケル
- チェーンアイゼン - ウレタンゴムとマジックテープで固定する着脱の容易な軽アイゼン
- オリジナルアルミわかん - わかん
- アルパインテント - 軽量な山岳用テント
- アルパインパック - 山小屋数泊程度を想定した中型ザック